# راگوزن
راگوزن (به آلمانی: Ragösen) یک منطقهٔ مسکونی در آلمان است که در کسویگ واقع شده‌است. راگوزن ۲۱۲ نفر جمعیت دارد.